# CA 101 bis 106
Die CA 101 bis 106 waren Garratt-Lokomotiven für den Reisezugdienst der spanischen Compañía del Ferrocarril Central de Aragón (CA). Nach der Übernahme durch die Red Nacional de los Ferrocarriles Españoles (RENFE) im Jahr 1941 wurden die sechs Lokomotiven zur Baureihe 462.0401 und nach dem Umbau auf Ölfeuerung zur Baureihe 462F.0401.  

## Geschichte
Die Central de Aragón (CA) hatte bereits umfangreiche Erfahrungen mit Gelenklokomotiven auf der steilen und kurvenreichen Strecke von Sagunto nach Teruel gesammelt. Mit der bevorstehenden Eröffnung der Strecke Caminreal–Saragossa erwartete die CA einen starken Verkehrszuwachs in Richtung Baskenland und Canfranc an der französischen Grenze, der mit den vorhandenen Lokomotiven nicht mehr zu bewältigen gewesen wäre. Deshalb bestellte die CA die Lokomotiven 101 bis 106 für den Reisezugdienst und die Lokomotiven 201 bis 206 für den Güterzugdienst, beide nach dem damals neuen System Garratt.
Die sechs Lokomotiven wurden nach Zeichnungen von Beyer, Peacock & Co aus Manchester bei der Compania Euskalduna gebaut und 1931 ausgeliefert. Bei ihrer Auslieferung waren die Doppel-Pacific-Lokomotiven die größten und leistungsfähigsten Personenzuglokomotiven Europas und die einzigen europäischen Garratt-Lokomotiven im Reisezugdienst. Sie wurden vor den Express- und Schnellzügen Valencia–Saragossa eingesetzt.
1941 wurde die CA in die RENFE eingegliedert und die Lokomotiven erhielten die Nummern 462-0401 bis 462-0406, wobei die Zahl 462 nach dem in Spanien üblichen französischen Bezeichnungsschema für die Achsfolge als 2 × 231 zu verstehen ist. Die Lokomotiven blieben dem Depot Valencia zugeteilt und wurden zunächst weiterhin auf ihrer Stammstrecke eingesetzt, fuhren aber vor allem an den Spitzenverkehrstagen auch nach La Encina für Züge nach Alicante und entlang der Mittelmeerküste nach Tarragona. Auf dieser Strecke bespannten sie auch den Sevillano Barcelona–Sevilla. Zwischen 1955 und 1962 wurden die Lokomotiven auf Ölfeuerung umgebaut und erhielten die Nummern 462F-0401 bis 462F-0406, wobei das F für Fueloil steht.
Der Einsatz der Garratt-Lokomotiven im Schnellzugdienst endete 1966 mit der Einführung der Diesellokomotiven der Baureihe 1900. Im Güterzugdienst waren sie noch bis 1970 eingesetzt. Die 406 wurde 1969, die anderen Lokomotiven 1971 ausgemustert. Die Lokomotive 462F-0401 blieb erhalten, ist aber derzeit nicht betriebsfähig.

## Technik
Die Lokomotive besteht aus zwei Pacific-Triebwerken mit Blechrahmen, die mit einem starren Rahmen verbunden sind, der den Kessel mit Belpaire-Stehkessel und das Führerhaus trägt. Weil sich der Kessel nicht über den Triebrädern befand, konnte er mit großem Durchmesser und damit relativ kurz ausgeführt werden, was den Wirkungsgrad gegenüber herkömmlichen Lokomotivkesseln erhöhte. Jedes der beiden Zweilzylinder-Triebwerke hatte drei Kuppelachsen, ein vorderes Laufdrehgestell und eine hintere Laufachse. Die Walschaertssteuerungen der Triebwerke wurden über Dampfservoantriebe betätigt. Beide Triebwerkrahmen trugen Wassertanks, der hintere zusätzlich noch den Brennstoffvorrat. Ursprünglich wurden die Lokomotiven mit Kohle befeuert, ab Mitte der 1950er Jahre aber auf Ölfeuerung umgerüstet. Durch die große Länge erreichte die Lokomotive ein geringes Metergewicht von 6,445 t/m.